# Nederrijnpad
Het Nederrijnpad is een deels gerealiseerde snelfietsroute in de provincie Gelderland. De route zal het centrum van Wageningen met het stadscentrum van Arnhem verbinden via Renkum, Heelsum, Heveadorp en Oosterbeek. De route loopt langs de rivier de Nederrijn, waar het pad naar vernoemd is. De route is op zijn vroegst eind 2023 gereed.
Voor de totstandkoming van het Nederrijnpad worden bestaande wegen aangepast en verbonden via nieuwe fietspaden. Dankzij de nieuwe fietspaden wordt de route 17,4 km lang, een vermindering van 800 meter ten opzichte van de eerdere situatie. De kosten zijn geraamd op 5.720.000 euro.
Tussen 2019 en 2020 werd op de route een toename van 26% van het aantal fietsers gemeten, de hoogste stijging voor snelfietsroutes in de provincie.

## Tracé
Het Nederrijnpad begint bij het 5 Mei Plein in het centrum van Wageningen, vlak bij de geplande doorfietsroute Ede-Wageningen. De route volgt de Veerstraat en Veerweg, die ingericht zijn als fietsstraten, naar de fietsweg Onderlangs. Vervolgens loopt de route parallel aan de N225 door Renkum.
Vanaf de Melkdam wordt een nieuw tweerichtingsfietspad aangelegd naar de Broekhorst in Heelsum. Dit fietspad loopt door de Jufferswaard in een uiterwaard die gemiddeld 5 dagen per jaar geheel onder water staat. Op deze dagen kan de route vervolgd worden via een omweg door Renkum en Heelsum. Het oorspronkelijke plan was om dit fietspad te verwarmen met restwarmte van het papierverwerkingsbedrijf Parenco om gladheid bij vorst te voorkomen en het strooien van zout in het natuurgebied onnodig te maken. Om deze reden werd de fietsroute "de groenste snelfietsroute" genoemd. De kosten van de verwarmingselementen waren echter niet opgenomen in de haalbaarheidsstudie en vanwege deze extra kosten werd uiteindelijk afgezien van dit plan. Daarnaast heeft de aanleg van het fietspad vertraging opgelopen door stikstofproblematiek en omdat het een barrière zou vormen op het leefgebied van de ringslang, een soort op de rode lijst van Nederland.
Vanaf de Broekhorst loopt het pad via een doorgang onder de A50 naar Fonteinallee, die vervolgd wordt langs Kasteel Doorwerth. Aan het einde van de Fonteinallee bij het kruispunt Veerweg/Dunolaan in Heveadorp krijgen fietsers voortaan voorrang. Hierna loopt het pad langs de Veerweg en Benedendorpsweg in Oosterbeek. Deze laatste weg is ingericht als fietsstraat, evenals de Klingelbeekseweg en Hulkesteinseweg in Arnhem. De route volgt daarna de fietspaden aan weerszijden van de Utrechtseweg en Onderlangs. Na een kruispunt loopt de route weer geheel aan de noordzijde van Onderlangs. Het Roermondsplein wordt via Oude Kraan bereikt, vlak bij het tracé van het RijnWaalpad, de snelfietsroute naar Nijmegen.

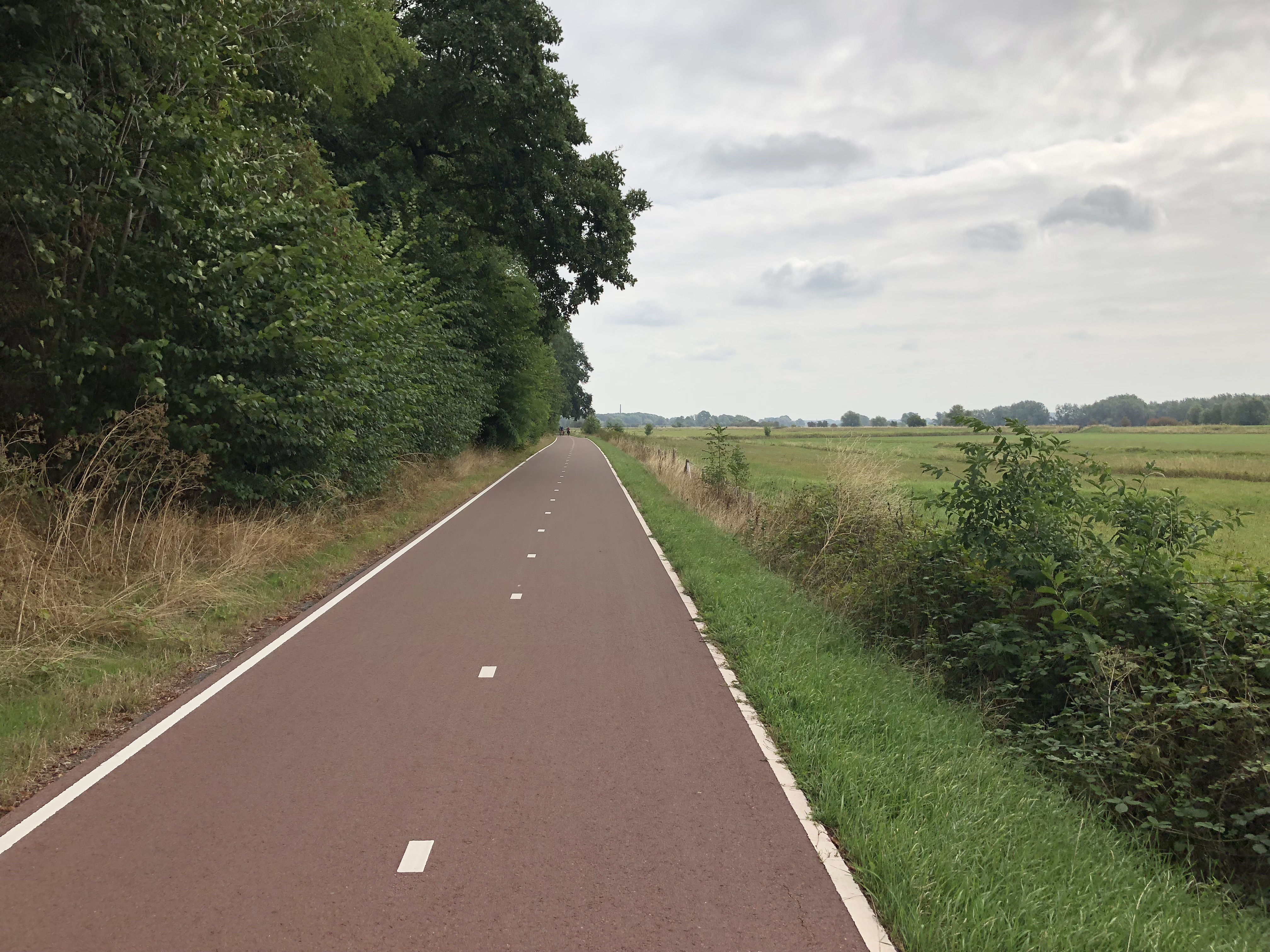
Onderlangs in Wageningen
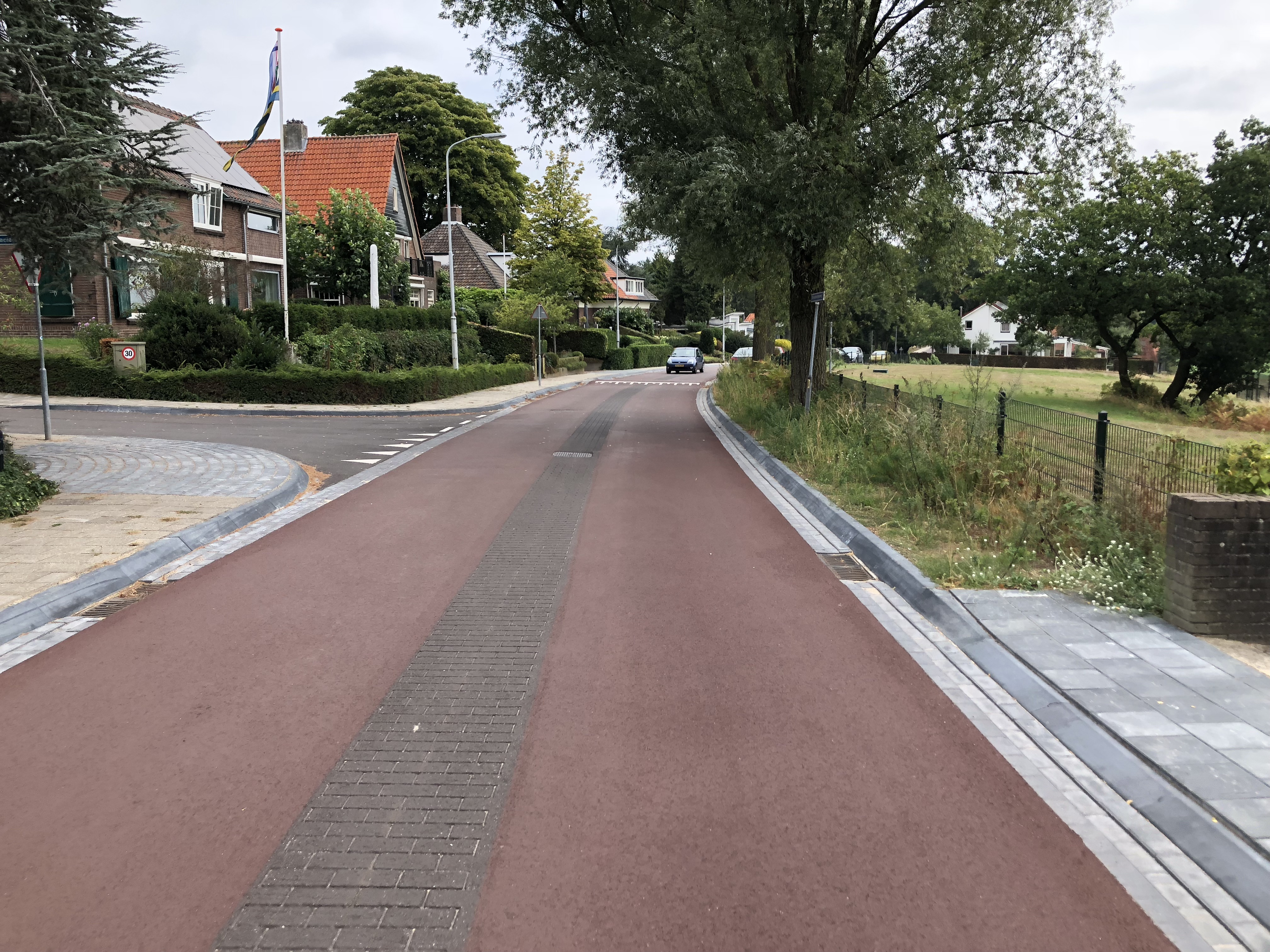
Benedendorpsweg in Oosterbeek